# پل مونگو
پل مونگو (انگلیسی: Mungo Bridge؛ زادهٔ ۱۲ سپتامبر ۲۰۰۰) بازیکن فوتبال است.
از باشگاه‌هایی که در آن بازی کرده‌است می‌توان به باشگاه فوتبال استون ویلا اشاره کرد.